# Cai hợp
Cai hợp (該合, Timekeeper) là tên gọi của chức Linh đài lang trong Chiêm hậu ty thời Nguyễn trước năm Minh Mạng 9 (1829).